# التطور الجسدي في السرطان
يتجلى التطور الجسدي في تراكم الطفرات وفوق الطفرات في الخلايا الجسدية (خلايا الجسم، على عكس البلازما الجرثومية والخلايا الجذعية) خلال فترة الحياة، وتأثيراتها في صلاحية تلك الخلايا. عُرضت هذه العملية التطورية لأول مرة في دراسات برت فوغلشتاين حول سرطان القولون. إن التطور الجسدي مهم في عملية الشيخوخة وتطور بعض الأمراض، مثل السرطان.

## الاصطفاء الطبيعي في السرطان
تتطور الخلايا في الأورام ما قبل الخبيثة والخبيثة من طريق الاصطفاء الطبيعي، ما يفسر كيفية تطور السرطان من الأنسجة الطبيعية ولماذا يصعب علاجه. توجد ثلاثة شروط ضرورية وكافية للاصطفاء الطبيعي، تتحقق كلها في الأورام:
1. يجب أن يوجد تباين في السكان؛ فالأورام فسيفساء من خلايا متحولة مختلفة مع تغيرات جينية وتخلقية تميزها عن الخلايا الطبيعية.
2. يجب أن تكون السمات المتغيرة قابلة للتوريث، فعندما تنقسم الخلية السرطانية، ترث كلتا الخلتين البنتين التشوهات الجينية والتخلقية للخلية الأم، وقد تكتسب أيضًا تشوهات جينية وتخلقية جديدة في سياق عملية التكاثر الخلوي.
3. يجب أن يؤثر هذا الاختلاف في البقاء أو التكاثر (الصلاحية)، فرغم أن العديد من التشوهات الجينية والتخلقية في الأورام تمثل ربما تطورًا محايدًا، ثبت أن العديد منها يزيد تكاثر الخلايا الطافرة، أو يقلل من معدل موتها (موت الخلايا المبرمج).[3]

تتنافس خلايا الأورام على الموارد، مثل الأكسجين والغلوكوز والمساحة، وعليه فإن الخلية التي تكتسب طفرة تزيد من صلاحيتها ستعطي خلايا بنات أكثر من الخلايا المنافسة التي تفتقر إلى تلك الطفرة. تستطيع بهذه الطريقة مجموعة من الخلايا الطافرة، تسمى النسيلة، أن تتوسع في الورم. يُعد التوسع النسيلي علامة على الاصطفاء الطبيعي في السرطان.
تعمل علاجات السرطان بمثابة شكل من أشكال الاصطفاء الاصطناعي، فتقتل الخلايا السرطانية الحساسة، لكنها تترك ورائها خلايا مقاومة؛ غالبًا ما ينمو الورم من تلك الخلايا المقاومة، ومن ثم ينتكس المريض، وعندها لن يقتل العلاج المُستخدم سابقًا الخلايا السرطانية الجديدة. يمكن تشبيه هذا الاصطفاء للمقاومة بالرش المتكرر للمحاصيل بمبيد الآفات واصطفاء الآفات المقاومة حتى يصبح المبيد غير فعال.

### التطور في النظم البيولوجية المعقدة
تشرح الأوصاف الحديثة للتطور البيولوجي بصورة نموذجية العوامل الرئيسية المساهمة في التطور مثل تكوين البيئات الدقيقة المحلية، وقوة الطفرة وثباتها، والانطباق الجزيئي، والتباين الجيني المشفر. عُزل العديد من هذه العوامل المساهمة في التطور ووُصف في دراسات السرطان.

### الاصطفاء متعدد المستويات
يعد السرطان مثالًا كلاسيكيًا لما يسميه علماء الأحياء التطورية بالاصطفاء متعدد المستويات: يكون السرطان قاتلًا على مستوى الكائن الحي، لذلك يحدث اصطفاء للجينات والأنسجة الذي تثبط السرطان. أما على مستوى الخلية، يحدث الاصطفاء لزيادة تكاثر الخلايا وبقائها، إذ تمتلك الخلية الطافرة التي تكتسب إحدى السمات المميزة للسرطان (انظر أدناه) ميزة تنافسية على الخلايا التي لم تكتسب هذه السمة المميزة. وهكذا، يحدث اصطفاء للسرطان على مستوى الخلية.

## نبذة تاريخية

### قبل نويل وكيرنز
قدم بوفري أوائل الأفكار حول تطور الأورام، إذ اقترح أن الأورام نشأت من الشذوذات الصبغية التي تنتقل إلى الخلايا البنات. جرى التعرف على السرطان في العقود التي تلت ذلك على أنه أصل نسيلي مرتبط بالانحرافات الصبغية.
أسهمت النمذجة الرياضية المبكرة للسرطان التي طرحها أرميتاج ودول بتمهيد الطريق للتطور المستقبلي للنظرية التطورية الجسدية للسرطان. شرح أرميتاج ودول بيانات الإصابة بالسرطان، كدالة للعمر، أو كعملية التراكم المتسلسل للطفرات الجسدية (أو خطوات أخرى للحد من المعدل).
سهلت التطورات في علم الوراثة الخلوية اكتشاف الشذوذات الصبغية في الأورام، بما فيها صبغي فيلادلفيا في ابيضاض الدم النقوي المزمن والإزافاءات في ابيضاض الدم النقوي الأرومي الحاد. لوحظت تسلسلات من الأنماط النووية التي تحل محل بعضها ضمن الورم في أثناء تطوره. افترض الباحثون أن السرطان يتطور عبر سلسلة من الطفرات الصبغية والاصطفاء وأن العلاج قد يصطفي المزيد من النسيلات.

### ندسون وكيرنز ونويل
نشر ندسون في عام 1971 فرضية الضربتين للطفرة والسرطان بناءً على التحليل الإحصائي للحالات الموروثة والمتفرقة من الورم الأرومي الشبكي، إذ افترض أن هذا الورم تطور نتيجة طفرتين؛ إحداهما قد تكون موروثةً أو جسدية تتبعها طفرة جسدية ثانية. حددت الدراسات الوراثية الخلوية منطقة الذراع الطويلة للكروموسوم 13، وأظهرت الدراسات الجينية الجزيئية أن تشكل الأورام مرتبط بآليات صبغية، مثل التأشب التفتلي أو عدم الانفصال التفتلي، ما قد يؤدي إلى تماثل ألائل زيجوت الطفرة. كان جين الورم الأرومي الشبكي أول جين مثبط للورم يتم استنساخه في عام 1986.
افترض كيرنز آلية مختلفة، لكنها متكاملة، لتثبيط الورم في عام 1975 بناءً على بنية الأنسجة للوقاية من اصطفاء الخلايا الجسدية المتغيرة مع زيادة الصلاحية عند تكاثر التجمعات الظهارية، مثل الأمعاء والأعضاء الظهارية الأخرى. افترض إمكانية تحقيق ذلك من طريق تقليل عدد الخلايا الجذعية في قاعدة الخبايا المعوية مثلًا والحد من التنافس بينها عبر التخلص من الخلايا المعوية المتمايزة في القناة الهضمية. جرى تأكيد التنبؤات الأساسية لهذا النموذج على الرغم من أن الطفرات في بعض الجينات الكابتة للورم، بما في ذلك CDKN2A (p16)، تهيئ للتوسع النسيلي الذي يشمل أعدادًا كبيرة من الخبايا في بعض الحالات مثل مريء باريت. افترض أيضًا وجود سلسلة دنا خالدة تمت مناقشتها في فرضية سلسلة الدنا الخالدة.
شكّل نويل النظرة التطورية للسرطان في عام 1976 ووصفها بأنها عملية عدم استقرار جيني واصطفاء طبيعي. إن معظم التغييرات التي تحدث تضر الخلية، وتميل تلك النسيلات إلى الانقراض، لكن طفرات عرضية مفيدة تظهر بصورة اصطفائية وتؤدي إلى توسع نسيلي. تتنبأ هذه النظرية بتركيبة جينية فريدة في كل ورم بسبب السير العشوائي لحدوث الطفرات، وتعدد الأشكال الجينية في البشر، واختلافات الضغوط الاصطفائية في البيئة الدقيقة للأورام. من المتوقع أن تتفاوت نتائج التدخلات العلاجية مع اختلاف المرضى. وأهم من ذلك، تتنبأ النظرية بظهور نسيلات مقاومة لضغوط العلاج الاصطفائية. حدد الباحثون منذ عام 1976 التوسعات النسيليّة والتغايرية الجينية ضمن العديد من أنواع الأورام.

## التطور الجسدي في التقدم

### التغايرية الجينية في الأورام
توجد مستويات متعددة من التغايرية الجينية المرتبطة بالسرطان، بما فيها تعدد أشكال النوكليوتيدات المفردة (إس إن بّي)، وطفرات التسلسل، والزيحانات في التكرارات المترادفة القصيرة وعدم استقرارها، وفقدان تغاير الزيجوت (إل أو إتش)، وتباين رقم النسخ (تم اكتشافه عن طريق التهجين الجيني المقارن (سي جي إتش)، والتهجين الجيني المقارن للمصفوفة) والتباينات في النمط النووي متضمنةً زيغات الكروموسوم الهيكلية واختلالات الصيغة الصبغية. ركزت الدراسات حول هذه المسألة بصورة أساسية على مستوى الطفرة الجينية، إذ جرى تفسير تباين رقم النسخ وإل أو إتش والإزفاءات الصبغية المحددة في سياق الطفرة الجينية، وعليه من الضروري دمج مستويات متعددة من التباين الجيني في سياق نظام معقد واصطفاء متعدد المستويات.
إن عدم استقرار النظام عامل رئيسي في التغايرية الجينية. بالنسبة إلى غالبية السرطانات، ينعكس عدم استقرار الجينوم في تواتر كبير من الطفرات ضمن تسلسل الدنا الجينومي بأكمله (وليس فقط مناطق ترميز البروتين التي تمثل 1.5% فقط من الجينوم). عند دراسة تسلسل الجينوم الكامل لأنواع مختلفة من السرطانات، عُثر على أعداد كبيرة من الطفرات في اثنين من سرطانات الثدي (نحو 20000 طفرة نقطية)، و25 ورمًا ميلانيًا (9000 إلى 333000 طفرة نقطية) وسرطان الرئة (50000 طفرة نقطية) و54000 إضافة وخبن صغيرة). يشار إلى عدم استقرار الجينوم أيضًا على أنه خاصية تمكين لبلوغ نقاط النهاية لتطور السرطان.
ركزت العديد من الدراسات التطورية الجسدية تقليديًا على التوسع النسيلي، إذ يمكن تتبع الأنواع المتكررة من التغييرات لتوضيح المسار التطوري بناءً على الأساليب المتاحة. توضح الدراسات الحديثة لتسلسل الدنا المباشر وتحليل النمط النووي أهمية المستوى العالي من التغايرية في التطور الجسدي. في سياق تشكل الأورام الصلبة، رُصدت دورات متعددة من التوسع النسيلي وغير النسيلي. توجد مستويات كبيرة من التغايرية داخل مجموعة الخلايا، حتى في مرحلة التوسع النسيلي النموذجي، ومع ذلك، لا يُكتشف معظمها عند استخدام مجموعات مختلطة من الخلايا للتحليل الجزيئي. في الأورام الصلبة، لا يُعد معظم الطفرات الجينية من الأنواع المتكررة، حالها حال الأنماط النووية. تقدم هذه التحليلات تفسيرًا للنتائج التي تفيد بعدم وجود طفرات مشتركة بين معظم أنواع السرطان.